# アレクサンドル・モロゾフ

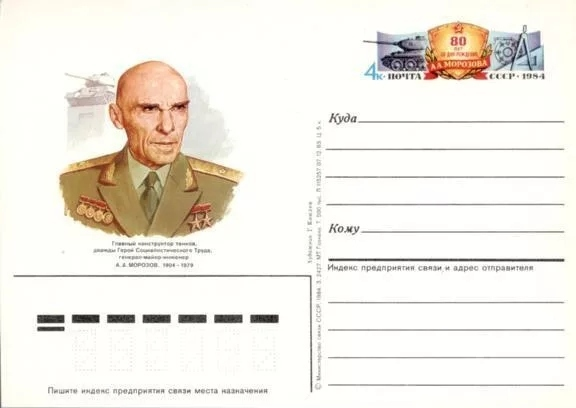
ソ連の封筒に印刷されたモロゾフの肖像画

アレクサンドル・アレクサーンドロヴィチ・モロゾフ（ロシア語: Алекса́ндр Алекса́ндрович Моро́зов；1904年10月29日 - 1979年6月14日）は、ソ連の戦車設計技師。ウクライナ語では Олександр Олександрович Морозов と綴り、オレクサンドル・オレクサンドロヴィチュ・モローゾウとなる。

## 経歴
ロシア帝国オリョール県ブリャンスク郡ベジツァ市生まれ。1914年、一家は東ウクライナのハリコフに転居し、父アレクサンドルはハリコフ蒸気機関車工場で働いた。
モスクワ科学技術学校を卒業後、1919年3月、モロゾフは、ハリコフ蒸気機関車工場で技術文書の筆記者として働き始め、1923年5月から設計士となった。1926年11月、赤軍に召集され、キエフの第20航空飛行隊に勤務した。
1928年、除隊後、工場に戻り、1928年10月からI.アレクセンコが指導する戦車設計グループに入った。当時、モロゾフはT-12及びT-24戦車の開発に係わった。その後2年間、ロモノーソフ記念モスクワ通信機械大学、ハリコフ蒸気機関車工場附属の機械専門学校で学んだ。1933年、赤軍会館戦闘訓練班の教育に送られ、1934年5月、BT戦車指揮官課程を修了した。
1936年7月、モロゾフは新規設計班長となり、主任設計師のミハイル・コーシュキンと知り合った。モロゾフは、コーシュキンに認められ、彼の次長となった。当時、根本的に新しいA-32戦車の開発が進められており、これは後にT-34として採用され、第二次世界大戦中における赤軍の主力戦車となった。コーシュキンの死後、1940年10月、モロゾフは主任設計師となった。
独ソ戦勃発後、工場と共にニジニ・タギル市に疎開した。1941年10月、モロゾフはウラル戦車工場の主任設計師となった。1943年、社会主義労働英雄の称号を授与された。戦時中、軍部の要求により、火力を増したT-34/85を開発した。1945年1月、戦車技術少将の階級が授与された。
大戦末期、モロゾフの指導の下でT-44戦車が開発され、戦後のT-54の基盤となった。これらの戦車の開発に対して、国家賞を受賞した。1951年11月、ハリコフに異動。1963年10月、T-64戦車を開発し、これは後にT-72、T-80、T-84の基盤となった。
1972年5月、工学科学博士。1976年、ソビエト連邦共産党第25回大会代議員に選出。
1976年6月、健康状態の悪化により主任設計師と設計局長職を離れる。
1979年、死去

## 顕彰
社会主義労働英雄（2回）。レーニン賞、国家賞（3回）受賞。ウクライナ・ソビエト社会主義共和国功労機械製造者。レーニン勲章3個、十月革命勲章、二等スヴォーロフ勲章、一等クトゥーゾフ勲章、労働赤旗勲章3個、赤星勲章を受章。
ハリコフ蒸気機関車工場の設計局（現在のO・O・モローゾウ記念ハルキウ機械製造設計局）、ハリコフ機械専門学校には彼の名前が冠され、ハリコフの通りの1つがA.A.モロゾフ通りに改称された。ブリャンスク市には、彼の胸像が立てられた。